# Huitaca ventralis
Huitaca ventralis is een hooiwagen uit de familie Ogoveidae.